# Omonana serraticoxa
Omonana serraticoxa är en kräftdjursart som beskrevs av Just adn Wilson 2004. Omonana serraticoxa ingår i släktet Omonana och familjen Paramunnidae. Inga underarter finns listade i Catalogue of Life.